# Tenuipalpus cedrelae
Tenuipalpus cedrelae är en spindeldjursart som beskrevs av De Leon 1957. Tenuipalpus cedrelae ingår i släktet Tenuipalpus och familjen Tenuipalpidae. Inga underarter finns listade i Catalogue of Life.